# الزاوية التونسية (العونات)
الزاوية التونسية هي إحدى مشيخات المملكة المغربية، تتبع جغرافيا لإقليم سيدي بنور وإداريًا لالعونات. يقدر عدد سكانها بـ 2704 نسمة حسب الإحصاء الرسمي للسكان والسكنى لسنة 2004.